# Niue
Niue szigetállam a Csendes-óceán déli részén. Nem rendelkezik teljes függetlenséggel, Új-Zéland társult állama; államfője III. Károly brit király.
Niue szigete 2400 kilométerre északkeletre fekszik Új-Zélandtól, a Tonga, Szamoa és a Cook-szigetek által alkotott háromszögben. Népessége túlnyomórészt polinéz.

## Földrajz

### Helyzete
Niue szigete a Csendes-óceán déli részén, Tongától 480 kilométerre keletre, a Déli-Cook-szigetektől (Rarotonga) 930 kilométerre nyugatra helyezkedik el.
A sziget területe 260 km² (ez nagyjából megfelel Magyarországon a Csepel-sziget területének, ami 257 km²), partvonala 64 km hosszú, 60 méterre magasodik a Csendes-óceán víztükre fölé. Legmagasabb pontja: Liha Point, 68 méter.
A sziget kizárólagos gazdasági övezetében (KGÖ, EEZ, 200 tengeri mérföldes zóna) három korallzátony található:
- Beveridge Reef, (20°00'S, 167°48'W), 240 km-re délkeleti irányban: egy kb. 10x8 km kiterjedésű elsüllyedt zátony. Területe 56 km², szárazföldje nincs, lagúnája 11 méter mély. Egy része apálykor a felszínre kerül. Halászhajók látogatják.
- Antiope Reef, (18°15'S, 168°24'W), 180-re délkeletre: egy kb. 400 méter átmérőjű kerek víz alatti plató, 9.5 m mélyen.
- Haran vagy Harans Reef, (21°33'S, 168°55'W), 294 km-re délkeletre.

Ezeken kívül ott van még az Albert Meyer Reef, (20°53'S, 172°19'W), egy majdnem 5 km hosszú és széles, 3 méteres mélységben fekvő zátony, amely 326 km-re délnyugatra található és Niue hivatalosan nem tart rá igényt, valamint a Haymet Rocks (26°S, 160°W), 1273 km-re kelet-délkeleti irányban, ám ennek létezése vitatott.
Az időeltérés az „anyaország” Új-Zéland és Niue között 23 óra a déli félteke téli időszaka alatt (kb. június-október), és 24 óra, mikor Új-Zélandon a helyi nyári időszámítás van érvényben (ui. a nemzetközi dátumválasztó vonal a két ország között halad).

### Domborzat
Niue a világ egyik legnagyobb korallszigete. A szárazföldet meredek parti mészkősziklák övezik, a központi fennsík magassága átlagosan 60 méter a tengerszint felett. A szigetet korallzátony-öv veszi körül, ebben csak a nyugati oldalon van egy kisebb folytonossági hiány a főváros, Alofi közelében. A parti sziklafalakban számos figyelemre méltó barlang található.

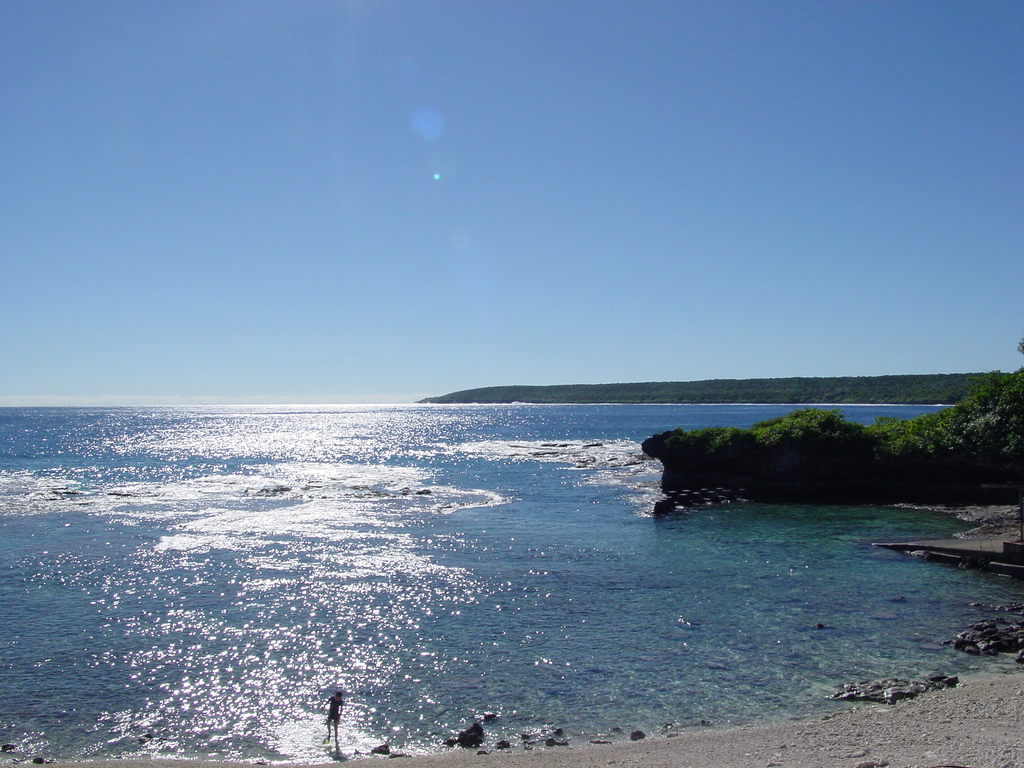
Avatele, Niue

A sziget közelítőleg ovális alakú, átlagosan 18 km-es átmérővel. A nyugati parton két nagy öböl található: az Alofi-öböl középen és az Avatele-öböl a sziget délnyugati oldalán. Ezek között van a Halagigie Point nevű hegyfok. A délnyugati parton fekvő Avatele városkához közel nyúlik a tengerbe a TePā Point (Blowhole Point, Fúvólyuk-pont) nevű kisebb félsziget. A népesség nagy része a nyugati part közelében lakik, főleg a főváros, Alofi környékén és északnyugaton.

### Talaj
A sziget talaja geokémiailag igen különleges. Ez rendkívüli mértékben mállott trópusi talaj, amelynek igen magas a vas-, alumínium-oxid- és higanytartalma, emellett meglepően magas a természetes radioaktivitása.
A szigeten nem található urán, a radioaktivitás forrásai tórium és protaktínium izotópok: a Th-230 és Pa-231 izotópok állnak a bomlási lánc elején. Az elemek hasonló eloszlása csak a nagyon mély óceáni fenék talajára jellemző, de a talajtani kutatások azt sugallják, hogy ennek okai a korall rendkívüli mértékű mállása és egy rövid ideig tartó, 120 000 évvel ezelőtti alámerülés. Endotermális feláramlásnak is szerepe lehet a talaj kialakulásában, amely során a vulkanikus hő által felmelegített mélytengeri víz áramlik felfelé a porózus korallban.
A radioaktivitásnak és különböző nyomelemeknek nincsenek megfigyelhető káros hatásai a lakosság körében, és számítások is azt mutatják, hogy ezek szintje mélyen a megfigyelhetőség alatt marad.
A sziget talaja foszfátban gazdag, ám a foszfát nem hozzáférhető a növényzet számára, mivel oldhatatlan vas-foszfát vagy crandallit alakban kötött.
A szigetéhez hasonló radioaktív talaj előfordul még Lifou és Maré szigeteken (Új-Kaledónia közelében, a Korall-tengeren) és a Salamon-szigeteki Rennell szigeten, de más hely nem ismert.

### Éghajlat
A sziget trópusi éghajlatú, amelyre hatással vannak a délkeleti passzátszelek. A (trópusi) ciklonok természetes veszélyforrást jelentenek.
A kis terület és a hegyek hiánya miatt a klimatikus viszonyok az egész szigeten gyakorlatilag egyformák. Az év két jól elkülöníthető szakaszra oszlik: novembertől márciusig tart egy forró és nedves évszak, amit a magas hőmérséklet és sok csapadék jellemez, ez egybeesik a ciklonok időszakával; a másik egy hidegebb és szárazabb évszak, amely áprilistól októberig tart, erre az időszakra a napsütéses nappalok, hűvösebb éjszakák és tengeri szél a jellemző, ilyenkor gyakoriak a viharok is.
A legtöbb csapadék november és április között hullik, más trópusi országokhoz hasonlóan.
A csapadék maximuma márciusban várható, ekkor kb 300 mm.
A középhőmérséklet a déli félteke szerinti télen 20-25 °C (május-október), nyáron 22-29 °C (november-április). Az eddig mért legkisebb hőmérséklet 11 °C (júl., aug. és nov.), a legmagasabb 38 °C (jan., feb.) volt.

## Történelem
A szigeten Tongáról érkező polinéz hajósok telepedtek le 900 körül. További betelepülők érkeztek Szamoáról 1440 körül.
A tizennyolcadik század elejéig Niue szigetén nem volt nemzeti kormány vagy vezető. A lakosság különböző csoportjai felett főnökök és családfők gyakorolták a hatalmat. A királyság fogalma 1700 körül kezdett kialakulni, a szamoai és tongai kapcsolatok következtében. 
A szigetet James Cook fedezte fel 1774-ben. 1846-ban keresztény misszionáriusok érkeztek a polinézek lakta szigetre, amelyet 1900-ban nyilvánítottak brit védnökséggé, és 1901-ben Új-Zéland igazgatása alá helyezték. 1974-ben belső önkormányzatot kapott, majd 1974. október 14-én Új-Zéland társult állama lett. Külügyeiben és védelmi kérdésekben alárendelt az anyaországnak, egyéb ügyekben önálló döntési joga van. Az új-zélandi parlament nem hozhat döntés Niuéről, ez Niue parlamentjének kizárólagos kompetenciája. A teljes belső önkormányzatot kiegészíti a szinte teljes külső önkormányzat, bár Új-Zéland feladata Niue honvédelme és nemzetközi képviselete, azonban ezeket csak a niuei hatóságok beleegyezésével gyakorolhatja. Emellett Niue sok esetben saját magát képviseli nemzetközi kapcsolataiban, pillanatnyilag azonban csak 1 országgal áll hivatalos diplomáciai kapcsolatban. Fentiek miatt az ENSZ Niuét „nem-tagállamnak”, azaz független államnak tekinti.
2002-ben köztársasággá nyilvánították, választott elnök kormányoz.
2004-ben egy ciklon megölt két embert és kiterjedt károkat okozott. Letarolta a főváros, Alofi déli részét.

## Kultúra
A sziget nevének eredete:
- a niue szó jelentése kókuszdiók
- a fekai szó jelentése: vad, kegyetlen, vérengző,[3] más értelmezés szerint jó étel[4]

### Gasztronómia
A szigeten nagyon sok tápiókát, banánt, tárót és kenyérfagyümölcsöt termelnek, de megtalálható a kókuszdió, annóna vagy a jam. Az ételek alapanyaga nagyrészt hal és valamilyen zöldség. A halat pörköltek formájában, grillezve, levesként, esetleg nyersen fogyasztják. Rengeteg különféle halat fognak, úgy mint a tonhal, aranymakrahal, papagájhal, barrakuda (nyilascsuka), kókuszrák és számos egyéb rákfajta. A ritkábban lakott részein a szigetnek a növények a meghatározóbbak a táplálkozásban, mint a táró és tápióka. A húsok elkészítésének nagyon gyakori módja Niuén a pácolás és füstölés.
A legfontosabb ételek a nyálkás állagú nane pia nevű kása, alapanyaga nyílgyökér és kókuszdió, az 'ota 'ika, amely nyers hal citromlében pácolva, kókusztejjel tálalva, illetve a szintén kásaszerű vaihalo nyílgyökérből és kókuszból. Helyi kenyérféle a pitako pia, amelyet nyílgyökérből és kókusztejből csinálnak.
Ismert niuei ital a 'otai, kókuszbélből és kókusztejből készül (hasonló van Tongán is). Desszertkülönlegesség a takihi, amely rétegesen készül táróval, papayával és kókuszkrémmel.
A szigetre látogató turistákat a niuei falunapok alkalmával gyakran kápráztatják el helyi gasztronómiai különlegességekkel. Niue központjában, Alofiban hetente kétszer van vásár, ahol a teljes kínálat megtalálható a helyi halakból, zöldségekből. Bár Niue kicsiny terület, Alofi kínálata eltérő néhány dologban a többi falutól.
A szigeten működnek éttermek, amelyek külföldi (európai) ételekkel is szolgálnak. A sütés-főzés módszere a szigeten hagyományosan földbe ásott tűzhelyen történik.

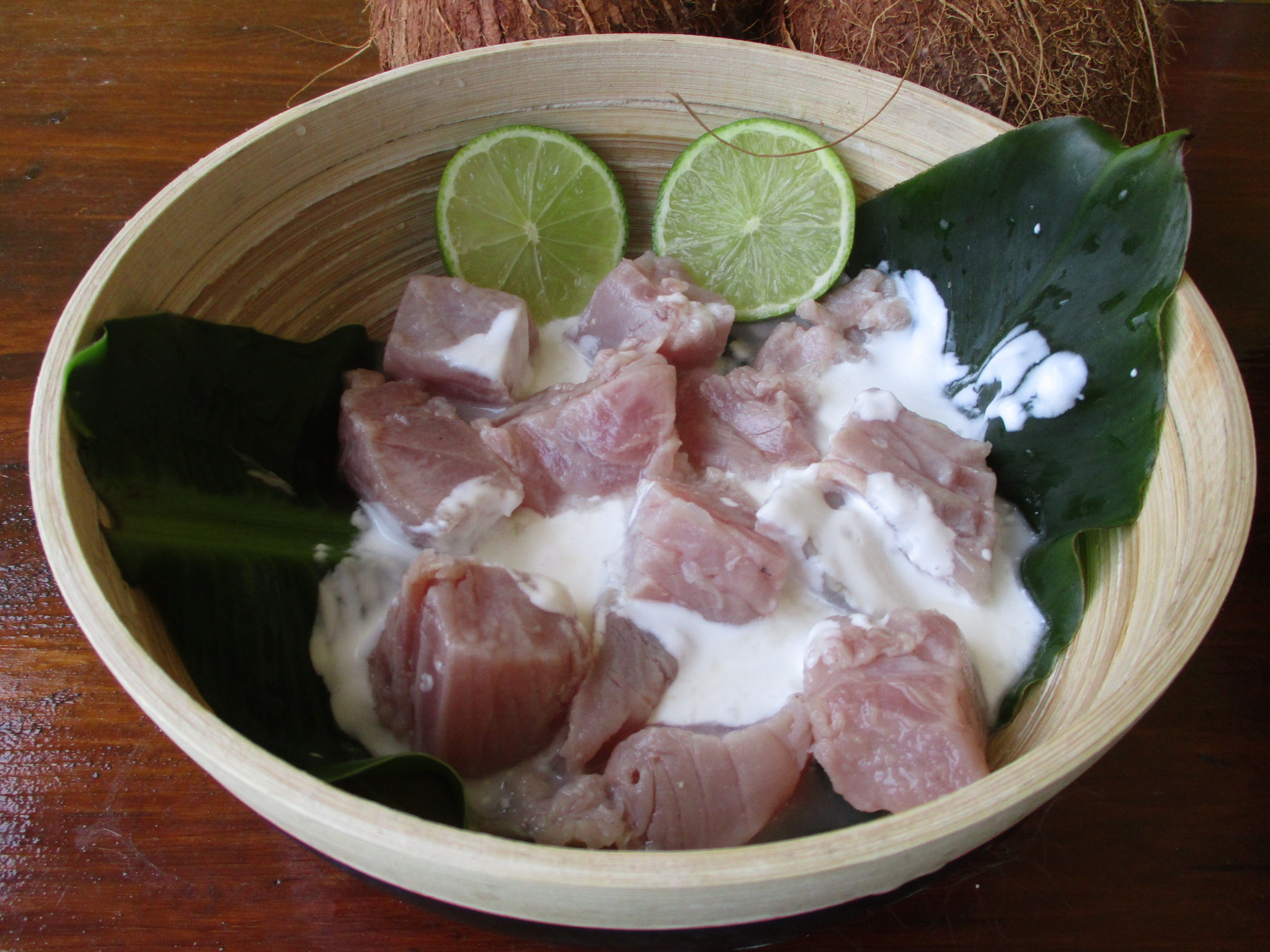
'Ota 'ika

## Lakosság
Niue lakossága 1788 volt 2001-ben. A szigeten niuei nyelven és angolul beszélnek.
| Település           | Lakosság (2001) |
| ------------------- | --------------- |
| Makefu              | 87 fő           |
| Tuapa               | 129 fő          |
| Namukulu            | 14 fő           |
| Hikutavake          | 65 fő           |
| Toi                 | 31 fő           |
| Mutalau             | 133 fő          |
| Lakepa              | 88 fő           |
| Liku                | 73 fő           |
| Hakupu              | 227 fő          |
| Vaiea               | 62 fő           |
| Avatele             | 150 fő          |
| Tamakautoga         | 140 fő          |
| Dél- és Észak Alofi | 614 fő          |

## Gazdaság
A sziget egyik legnagyobb problémája a túlnépesedés, emiatt erőteljes az elvándorlás. Új-Zélandon már 14 500 niuei él. A kis népesség, a földrajzi izoláció, az erőforrások korlátozott mértéke miatt a sziget egy főre jutó nemzeti jövedelme 4000 amerikai dollár körül van. A lakosság gyökérnövényeket (táró, jamsz), kókuszdiót, citrusféléket és banánt termeszt, valamint kevés szarvasmarhát, sertést és baromfit tenyészt. Az ipart a gyümölcsfeldolgozás, a méz és a kókuszkrém előállítása jellemzi. A szigetnek jelentős bevétele származik a bélyegkiadásból.

### Niue és az internet
A szigeten ingyenes WLAN hálózat található: 2003-tól az ország, elsőként a világon, ingyenes vezetéknélküli (Wi-Fi) internet-hozzáférést biztosít a teljes lakosság részére. Ennek költségeit a domain-regisztrációs díjak fedezik, az IUSN alapítványon keresztül. Ez a hálózat meglepően stabil maradt 2004-ben, a Heta ciklon pusztítása alatt.
Niue a meglehetősen sikeresnek bizonyult .nu internetes top-level domain licencét átadta a .NU Domain nevű magáncégnek. A sziget kormánya később sokat vitázott a licenctulajdonostól kérhető kompenzáció mértékén, de 2007-ben a kormány elállt minden követelésétől. Niue kormánya egy önálló, saját internetszolgáltató (ISP) működtetését tervezi, a kormányzati kommunikáció függetlensége és biztonsága érdekében.
Niue területén jelenleg az egyetlen ISP-t az Internet Users Society of Niue (IUSN) cég működteti, ami a .NU Domain leányvállalata. Az IUSN állítása ellenére, miszerint Niue lenne a világ első "Wi-Fi nemzete" (WiFi Nation), az országban még nem minden falu/település rendelkezik internet-hozzáféréssel.

## Telekommunikáció
| Hívójel prefix | E6 |
| ITU zóna       | 62 |
| CQ zóna        | 32 |